# 日本ゴム銃射撃協会
日本ゴム銃射撃協会（にほんごむじゅうしゃげききょうかい）は、ゴム銃射撃の健全なる普及と愛好者の親睦、情報交換に資することを旨とする非営利の任意団体である。

## 概要
2000年11月に発足。12月1日に制定した規約に則った非営利の任意団体で、この規約制定の日を発足の記念日としている。入会金、年会費などの徴収はなく、費用の発生がある活動では協力企業や参加者で負担している。都道府県、区市町村単位で支部を設定しており、原則としてその地域で最初に入会した者が支部長となる。3種目の公式競技を設定し各地で大会や記録会を開催し、その成績を持ち寄って年間ランキングを発表している。この他ゴム銃制作教室、各種イベントへの参加（展示・デモンストレーション）などの活動も盛ん。ゴム銃の発展、協会活動に理解を示し寄与した地方自治体、企業、学校、病院などを協力組織として認定証を発行。現理事長が管理する「ゴム銃のページ」が中核を成しており、物理的な事務局や活動拠点は存在しない。

## 資格
入会には全く資格を問わないが、唯一退会後3ヶ月以内は再入会は認められない。会員はその技能、活動実績に応じそれを資格として以下の認定を受けることができる。
- ゴム銃制作指導員一級 - 制作教室を主催または講師としての実績が有る。
- ゴム銃制作指導員二級 - 制作教室で指導を手伝った実績が有る。
- ゴム銃射撃指導員一級 - 射撃大会の主催実績が有る。
- ゴム銃射撃指導員二級 - 射撃大会で審判を務めた事が有る。
- 公式射撃銃製造技術者 - 公式競技規定を充たす銃の製造能力が有る。

## 公式競技
日本ゴム銃射撃協会は以下の３つのルールを公式競技と定めている。通常はこれらの種目を連続ですべて行い（挑戦する競技の順序は任意）これらの総得点によって競う。
協会認定の大会または記録会にて出した記録は公式記録として協会へ集められ、記録が出た年ごとにまとめられ、その年の順位が総得点と競技ごとに発表される。
マッチボックス
射撃基準線から1.6mの距離の70センチの台の上に縦4cm、横3cmの自立する的を20cm間隔で5つ並べ、5発の輪ゴムで倒す。制限時間1ラウンド5分。5ラウンドで1セット。命中1点。最高点25点。
フライシュート
射撃基準線から1mの距離の70センチの台の上に縦5mm、横10mm、奥行き5mmの的を20cm間隔で5つ並べ、30秒の制限時間内に撃つ。5ラウンドで1セット。命中2点。失中マイナス1点。最高点50点。
コインペンドラム
射撃基準線から1.2mの距離に高さ2.4mから1.2mの糸で5円玉を吊るして的とする。制限時間1ラウンド1分の内に何発命中させられるかを競う。3ラウンドで1セット。命中1点。
公式競技は全て16番の輪ゴムを使用する。射撃基準線は、有効射程の短いゴム銃の特性を考慮し、銃身の先端を規定するもので射手のリーチや構えにより優劣が起こらないよう配慮されている。フライシュートとコインペンドラムでは、競技開始前に装填することが禁じられており連発銃でも有利にならない。選手は主に自作のゴム銃を使用するが、命中精度を上げるためにさまざまな工夫が試みられ、種目ごとに銃を使い分けたり、輪ゴムの装填の仕方を変えるなどのテクニックも開発されている。上位の選手は輪ゴムの品質に非常に厳しい。

## 活動状況
日本全国で年間数回の公式競技が実施され、イベントへの参加も数回、ゴム銃制作教室は全国各地で多数ある。マスメディアに取り上げられる機会も多く、テレビでは東京の地上波の全てのキー局、大阪ローカル全局に複数回出演している他、鹿児島、中京、京都、札幌などのローカル、BS、CSなどでも取り上げられている。メジャーな番組としては、「熱中時間 (NHK-BS2) 」「ぶらり途中下車の旅（日本テレビ）」「金曜かきこみTV（NHK教育）」「世界まる見え!テレビ特捜部（日本テレビ）」「テレビチャンピオン（テレビ東京）」「ポンキッキーズ（フジテレビ）」「ザ・ベストハウス123（フジテレビ）」など。大手新聞社全国紙、地方紙、雑誌などの掲載も多数ある。韓国MBCテレビで韓国全土にも紹介され、海外にも十数の支部があるが、2006年に発足したタイ支部は傘下にバンコック支部、チェンマイ支部を擁し海外では初めての公式競技を実施するに至っている。